# John Russell Hind
John Russell Hind (Nottingham, 1823. május 12. – Twickenham, 1895. december 23.) angol csillagász.

## Élete
John Russell Hind 1823-ban született Nottinghamben, John Hind és Elizabeth Russell fiaként és a nottinghami középiskolában tanult. 17 évesen Londonba ment, hogy építőmérnökként gyakornoki állást szerezzen, de Charles Wheatstone segítségével otthagyta a mérnöki munkát, és George Biddell Airy mellett a Greenwichi Királyi Obszervatóriumban talált munkát. Hind 1840 és 1844 között dolgozott itt, ezután a George Bishop Obszervatórium igazgatója lett.
Hind a kisbolygók egyik korai felfedezője. A 12 Victoria kisbolygó elnevezésével némi vitát váltott ki, mert abban az időben a kisbolygókat nem lehetett élő személyekről elnevezni. Hind azt állította, hogy a név nem Viktória királynőre utal, hanem Victoria mitológiai alakjára.
1863-ban a Royal Society tagja lett, és 1880-ban a Royal Astronomical Society elnökévé is megválasztották.
1895-ben halt meg a londoni Twickenhamben. Hind 1846-ban vette feleségül Fanny Fullert, hat gyermeke született.

## Felfedezett kisbolygók
| 7 Iris       | 1847. augusztus 13.  |
| 8 Flora      | 1847. október 18.    |
| 12 Victoria  | 1850. szeptember 13. |
| 14 Irene     | 1851. május 19.      |
| 18 Melpomene | 1852. június 24.     |
| 19 Fortuna   | 1852. augusztus 22.  |
| 22 Kalliope  | 1852. november 16.   |
| 23 Thalia    | 1852. december 15.   |
| 27 Euterpe   | 1853. november 8.    |
| 30 Urania    | 1854. július 22.     |

## Fordítás
- Ez a szócikk részben vagy egészben  a   John Russell Hind című angol Wikipédia-szócikk fordításán alapul.  Az eredeti cikk szerkesztőit annak laptörténete sorolja fel. Ez a jelzés csupán a megfogalmazás eredetét és a szerzői jogokat jelzi, nem szolgál a cikkben szereplő információk forrásmegjelöléseként.